# ハングルの日
ハングルの日（ハングルのひ、한글날）は、朝鮮語の表音文字であるハングルの元となった訓民正音の公布を記念する、韓国・北朝鮮の記念日である。韓国は10月9日、北朝鮮は1月15日とする。

## 概要
『世宗実録』によると、世宗は、大統暦世宗28年（＝正統11年、西暦1446年）9月に、新たに作成した文字を導入する文書である『訓民正音』を公布した（制定された文字はこの書の名前「訓民正音」で呼ばれ、20世紀になってハングルと呼ばれるようになった）。
1926年、朝鮮語研究会（1949年以降ハングル学会に改称）は、時憲暦9月末日（9月29日、グレゴリオ暦11月4日）に、ハングル公布第8回甲（480周年）記念日を祝った。研究会はこれを「カギャの日（가갸날）」の最初の祝賀であると宣言した。この名は、「カギャコギョ（가갸거겨）」で始まる覚え歌に基づく、ハングルの初期の口語呼称であった「カギャグル（가갸글）」を起源としている。記念日の名称は周時経によって、1912年に造語されたとされる（異説あり）「ハングル」がこの文字の新しい名として受け入れられた後、1928年に「ハングルの日」に変更された。記念日は当時時憲暦に従っていた。1931年に、祝賀の日は、グレゴリオ暦の10月29日に切り替えられた。1934年には正統11年9月末日をグレゴリオ暦に換算した日付である10月28日に変更された。
元来はこの日に書道大会やハングルを組み入れた商品展開など、文字を中心としたイベント等が多く展開されていたが、近年ではこれに関連して、言語のハングル（固有語）専用化に関する運動も拡大するようになっている。

## 韓国における記念日

『訓民正音』

1940年に、『訓民正音』の注釈本であり、「訓民正音」公布後、それほどのときを置かずに作成された『訓民正音解例』の原本が発見され、その鄭麟趾の序文から『訓民正音』が9月上旬に布告されたことが明らかとなった。大統暦正統11年9月10日はグレゴリオ暦1446年10月9日である。光復後、大韓民国政府はハングルの日を1945年10月9日に定めた。1970年には大統領令によって国家公務員が労働を免除される公的な休日となった。
1990年、平日を増やしたい韓国財閥の圧力により「国軍の日（10月1日）」とともに平日となったが、国の記念日としてはそのまま残り、その後の市民運動によって2006年に国慶日 (국경일) に昇格した。2012年にハングルの日の休日再指定案が国務会議を通過し、2013年より再び休日となった。

## 北朝鮮における記念日
北朝鮮では「チョソングルの日」 (조선글날) といい、1月15日とする。大統暦世宗25年（＝正統8年）12月（西暦では1443年12月 - 1444年1月）に世宗が「訓民正音」を作成したことを記念する。

## 中国における記念日
2014年3月、中国吉林省延辺朝鮮族自治州14期人民代表大会常務委員会9回会議は毎年9月2日を延辺朝鮮族自治州の朝鮮語文字の日 (조선언어문자의 날) に制定することで合意した。